# 游乃強

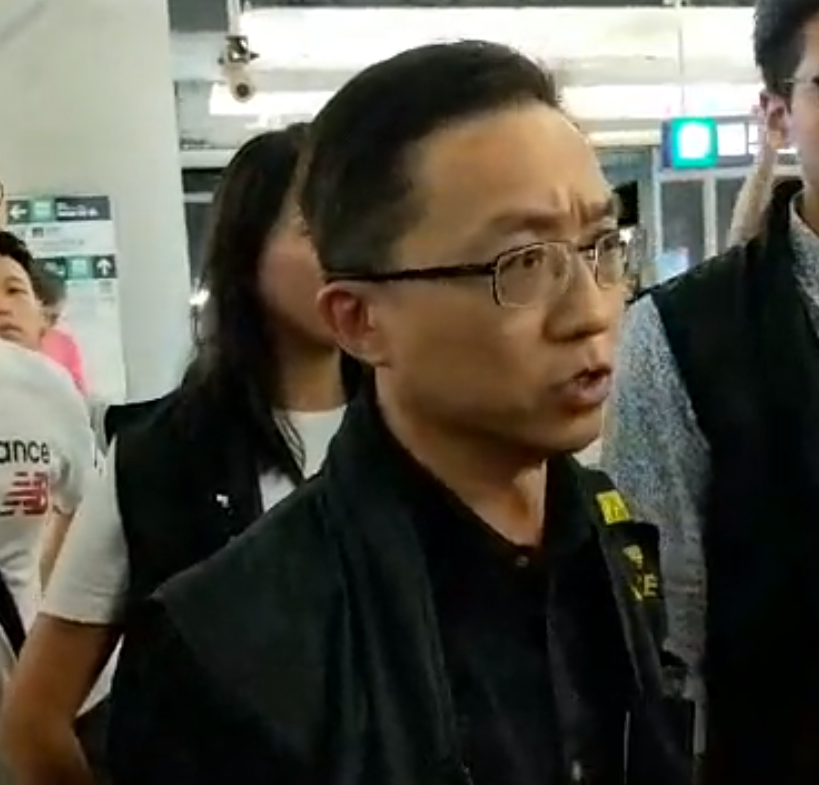
2019年7月21日元朗襲擊事件中，「刑事總部小組」成員游乃強在元朗站

游乃強，香港警隊警司，擁有刑事調查經驗。

## 七二一事件
2019年香港的元朗七二一事件中，他在南邊圍村調查後於村口向記者簡報情況，指警方未見有任何人藏有攻擊性武器，引起記者追問為何不少記者及現場人士皆見白衫人持鐵棍，於南邊圍聚集並追打市民。同日凌晨4時，游乃強被now新聞拍攝到於與人在南邊圍村公所交談。

### 查疑犯被指控
香港立法會議員林卓廷質疑，警方調任正被廉署調查公職失當罪的游乃強負責調查7.21事件的新界北刑事調查部，是「疑犯查疑犯」的做法。

### 坊間重提徐步高事件
七二一事件後，重新檢視徐步高事件，發現當年主理案件的正是游乃強，而他當時的上司是李家超。包括陳雲海在內的一些評論員猜測，徐步高案或者隱含內情，但未有指出隱含的內情和提出相關證據  。